# طرف سفلي

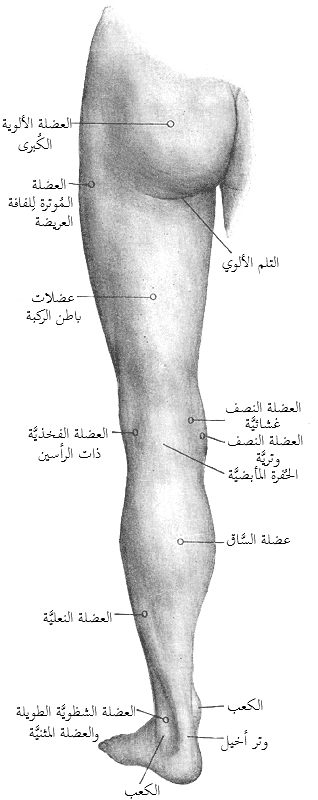
Aspecto posterior de la pierna izquierda

الطرف السفلي وهي المنطقة التي تمتد من الفخذ حتى أصابع القدم. وهي الرِّجْل لغةً. تحوي الرجل على الأعضاء التالية
- الفخذ
- الركبة
- الساق
- الكاحل
- القدم
- أصابع القدم